# Domino Harvey
Domino Harvey (7. august 1969 – 27. juni 2005) var en britisk dusørjæger, der har fået opmærksomhed, fordi hun var en kvindelig dusørjæger og for at komme fra en ellers privilegeret familie. Selvom at der har været spekulationer om hun har eller ikke har været model, er der faktisk blevet fundet fotografier med hende, der kunne ligne noget modelarbejde. Harveys berømmelse blev posthumt da filmen Domino fra 2005, der var baseret frit på hendes liv, udkom, i hvilken Harvey bliver portrætteret af Keira Knightley.

## Biografi

### Opvækst
Harvey blev født som datter af skuespilleren Laurence Harvey og modellen Paulene Stone. Stone tog navnet Domino fra Dominique Sanda, en model hun havde kendt, hvis kælenavn var Domino. Stone kunne godt lide navnet og besluttede at hvis hun fik en datter til, ville hun bruge navnet.
Harvey havde en ældre halvsøster, Sophie, der var Paulenes datter og fra hendes første ægteskab. Harveys var hendes far eneste barn, og var guddatter til Peter Evans, en journalist og forfatter, der havde introduceret Harveys forældre for hinanden. Efter Laurence Harveys død i 1975, skrev Evans sammen med Pauline bogen One Tear is Enough.

### Tidligere karriere
Harvey havde før hendes død, udtalt at hun oprindeligt havde tænkt sig at følge i sin mors fodspor som Ford Model, inden hun valgte en mere farlig karriere, men hendes ansættelse hos Ford Models er aldrig blevet bekræftet. Harvey har dog ejet en natklub, efter hun flyttede til California som 19- eller 20-årig, arbejdede på en ranch og arbejdede hos Boulevard Fire & Rescue nær den mexicanske grænse. 
Harvey blev trukket mod dusørjæger-stien, efter at have set en reklame i en avis om et dusørjægerkursus afholdt af veteranen Ed Martinez, som skulle vise sig at blive en god ven og lærer.

### Død
Harvey var ind og ude af afvænningsklinikker i flere år, før hun den 4. maj 2005 blev arresteret i sit hjem i Mississippi efter at en retssag beskyldte hende og nogle af hendes medarbejdere for at have solgt og købt metamfetamin. Hun var under varetægtsfængsling og i husarrest i tiden inden hendes død. Hun kunne have set frem til 10 års fængsel, hvis hun var blevet dømt i sagen.
Den 27. juni 2005 blev Harvey fundet død i sit badekar i West Hollywood, efter at hun var blevet bevidstløs imens hun snakkede med Peter Dice, en slags sikkerhedsvagt, som Harvey havde hyret, så han kunne hjælpe hende med at styre sit stofmisbrug. Den 3. september 2005 rapporterede en retsmediciner fra Los Angeles, at en toksikologisk undersøgelse havde fastslået at Harvey døde af en overdosis af fentanyl, et meget kraftigt opiatisk smertestillende middel. Hendes mor, Paulene, foreslog at Harvey måske havde taget midlet imod smerter, hun kan have fået fra februar 2005, da hun faldt, da hun en dag gik tur med sin hund. Domino Harvey blev begravet den 1. juli 2005 og i blandt de sørgende var Tony Scott, Mickey Rourke og Steve Jones. 
Den 22. juli 2005 citerede Los Angeles Times Harveys onkel, Warwick Stone, da han havde udtalt: "Hun overvejede at sagsøge flere offentlige medier, for at have beskrevet hende som lesbisk og hun overvejede også at sagsøge en af afvænningsklinikkerne". Ed Martinez har også udtalt, at Harvey har snakket med ham om, at hun gerne ville lave en dokumentar om hendes liv engang, hvor alt skulle være baseret på hendes liv.

## Film
En film, der var frit baseret på Dominos liv, kaldet Domino, der havde premiere i oktober 2005 i USA. Der har været flere tabloid-artikler, om at slutningen på filmen blev ændret, da Harvey døde, og at Harvey havde været utilfreds med sin portrættering i filmen.
Filmstudiet bag filmen har bekræftet, at Harvey har været involveret i projektet med Tony Scott i næsten 12 år. Ekstra materialer har vist at Harvey var med i castet og sættet; hun har bidraget til filmens soundtrack og hun deltog også i filmens wrap-party i december 2004. Harvey optræder i egen person i slutningen af filmen og er også med i rulleteksterne efter filmen. Hun nåede ikke at se den færdige film, før sin død.

## Eksterne links
- Artikler om Domino Harvey af hendes fætter Joshua Sinai Arkiveret 19. december 2008 hos  Wayback Machine modtaget den 11. februar 2008
- Domino – Los Angeles Times artikel Arkiveret 10. december 2005 hos  Wayback Machine
- Model, bounty hunter, addict- The story of Domino Harvey Arkiveret 6. januar 2006 hos  Wayback Machine The Times obituary of Domino Harvey 29-6-2005. Retrieved 9-12-2006
- Edemariam, Aida She loved bringing in sleazebags Arkiveret 29. juni 2008 hos  Wayback Machine The Guardian 30-6-2005. Retrieved 9-12-2006
- Domino Harvey på Find a Grave (engelsk)